# Pestiño
Le pestiño est un type de pâtisserie spécialement réalisée pendant les fêtes de Noël ou Pâques, typique d'Andalousie ainsi que d'autres régions d'Espagne. Sur une base de farine et de sésame, la pâte est ensuite frite dans de l'huile d'olive, puis passée dans du miel ou du sucre.

## Histoire

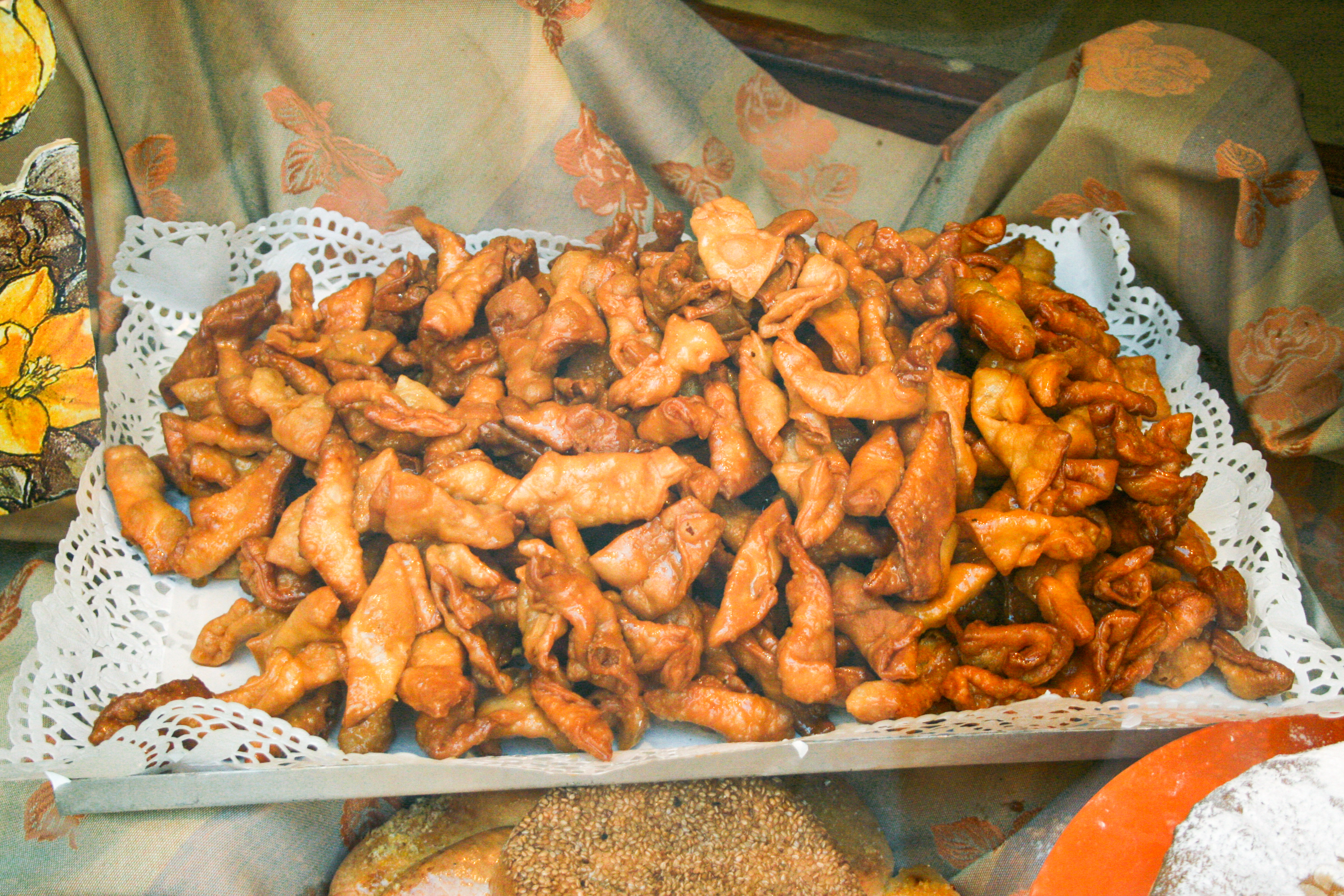
Plateau de pestiño.

L'histoire du pestiño peut remonter jusqu'au XVIe siècle et peut-être même plus ancienne. La première référence dans la littérature se trouve dans La Gentille Andalouse (La Lozana andaluza, 1528) de Francisco Delicado, dans cette œuvre la pâtisserie fait partie du répertoire culinaire du personnage principal. Dès 1791, elle est mentionnée dans la pièce de Los Locos de Mayor Marca. 
Le pestiño est apparenté à la shebbakiyya marocaine, ce qui suggère une origine commune, peut-être andalouse. Tandis que le pestiño est habituellement préparé durant les fêtes de Noël ou à Pâque, la shebbakiyya se consomme souvent lors du Ramadan grâce à ses valeurs énergétiques, idéale pour sortir du jeûne. Cela suggère encore une origine commune avec des pâtisseries consommées aux célébrations religieuses de la Pâque juive.

## Caractéristiques
La pâte est souvent aromatisée au sésame. Sa taille et sa forme sont variables mais ont tendance à être un carré de pâte dont les deux pointes sont pliées vers le centre.
une fois frite la pâte est généralement passée dans du miel avec un peu d'eau, cependant une autre variante est possible : sucre.

## Costa Rica
Dans la cuisine costaricienne, il existe une friandise héritée du pestiño, appelée prestiño, qui consiste en une pâte de farine frite trempée dans de la panela.